# Luftqualitätsüberwachungssystem Nordrhein-Westfalen
Das Luftqualitätsüberwachungssystem (LUQS) des Landes Nordrhein-Westfalen misst verschiedene Luftschadstoffe und wird vom Landesamt für Natur, Umwelt und Verbraucherschutz Nordrhein-Westfalen betrieben.
Dabei werden kontinuierliche Messverfahren und diskrete (diskontinuierliche) Messungen eingesetzt. Die Messdaten werden in das Informationssystem NRW Umweltdaten vor Ort, das Internetangebot des LANUV, den WDR-Videotext und das Luftdatenportal Thru.de des Umweltbundesamtes eingespeist.
Die gemessenen Luftschadstoffe sind unter anderem
Arsen, Benzol, Benzopyren, Blei, Cadmium, Feinstaub (diskontinuierlich und kontinuierlich),  Nickel, Ozon (kontinuierlich), Polychlorierte Biphenyle (PCB), Polyzyklische Aromatische Kohlenwasserstoffe (PAK), Ruß, Schwefeldioxid (kontinuierlich), Stickstoffdioxid  (diskontinuierlich und kontinuierlich), Stickstoffmonoxid (kontinuierlich) und 2,3,7,8-Tetrachlordibenzodioxin (Dioxin).
Die Messungen werden ergänzt durch Ausbreitungsrechnungen und Immissionsprognosen (siehe Weblinks).
LUQS wird von Fachbereichen der Abteilung 4 des Landesamtes für Natur, Umwelt und Verbraucherschutz (LANUV) betrieben; der Fachbereich „Nationales Referenzlabor (EU), Luftqualitätsuntersuchungen“ ist für qualitätsrelevante Teilbereiche des Messnetzes gemäß DIN EN ISO/IEC 17025 akkreditiert.

## Messstationen

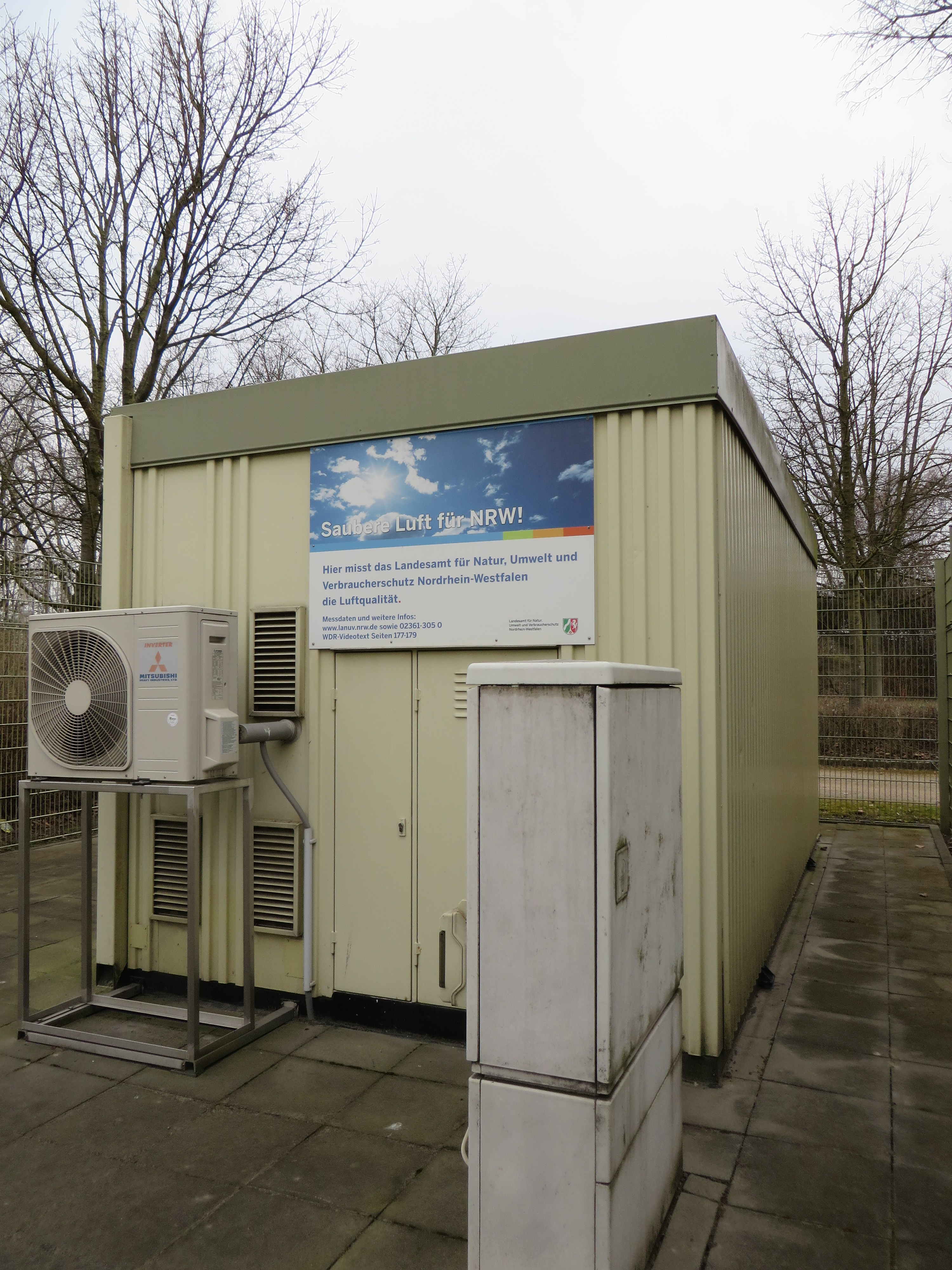
LUQS-Station WIT2 in Witten

Das kontinuierliche Messnetz besteht derzeit (April 2013) aus 63 Messstationen. Davon sind 41 als ISO-Container mit ca. 5,7 m Länge und 2,5 m Breite ausgeführt, 7 Container sind ca. 5,2 m lang und 2,5 m breit, 15 Kleinstcontainer haben noch kleinere Stellflächen ab ca. 2,1 × 1,4 m².

## Kontinuierliche Messungen
Folgende Luftbestandteile werden überwacht:
- Stickstoffmonoxid (54 Messorte): Chemilumineszenz der Reaktion von Stickstoffmonoxid mit Ozon
- Stickstoffdioxid (54 Messorte): Nach Reduktion zu Stickstoffmonoxid Chemilumineszenz der Reaktion von Stickstoffmonoxid mit Ozon[2]
- Feinstaub (56 Messorte PM10 und 15 Messorte PM2,5): Absorption von Betastrahlung (teilweise in Kombination mit Nephelometrie) oder Frequenzänderung eines schwingenden Glasstabes mit Staubfilter mit zunehmender Staubmasse[3]
- Ozon (27 Messorte): UV-Absorption[4]
- Schwefeldioxid (16 Messorte): UV-Fluoreszenz[5]

Daneben werden weitere Parameter wie Lufttemperatur, Luftfeuchtigkeit, Niederschlag, Windrichtung und Windgeschwindigkeit erfasst. Diese Faktoren werden für Ausbreitungsberechnungen benötigt und haben Einfluss auf die Wirkung von Luftschadstoffen.

## Datenerfassung
Alle Messstationen sind mit eigener Datenerfassung ausgestattet, die im Abstand von fünf Sekunden alle Gerätedaten (Messwerte und Zustandsparameter) erfasst und speichert. Die Daten werden stündlich zu Mittelwerten verdichtet und zur zentralen Datenbank und Messnetzsteuerung übertragen.

## Diskrete (diskontinuierliche) Messungen
- Arsen
- Benzol
- Benzopyren
- Blei
- Cadmium
- Feinstaub
- Nickel
- Polychlorierte Biphenyle (PCB)
- Polyzyklische Aromatische Kohlenwasserstoffe (PAK)
- Ruß
- Stickstoffdioxid
- 2,3,7,8-Tetrachlordibenzodioxin (Dioxin)